# Goodyear
A Goodyear Tire & Rubber Company foi fundada em 1898 por Frank Seiberling em Akron, Ohio. A Goodyear fabrica pneus para automóveis, camiões comerciais, camiões leves, utilitários esportivos, carros de corrida, aviões, equipamentos agrícolas e máquinas terra-motor pesado.
Goodyear é conhecida em todo o mundo para o dirigível da Goodyear. O primeiro dirigível da Goodyear voou em 1925. Hoje é um dos ícones publicitários mais reconhecidos na América. A empresa é o mais bem sucedido fornecedor de pneus na Fórmula 1 na história, com mais partidas, vitórias, e campeonatos de construtores do que qualquer outro fornecedor de pneus; eles saíram do esporte após a temporada de 1998. É o único fornecedor de pneus para a NASCAR.

## História

### História recente

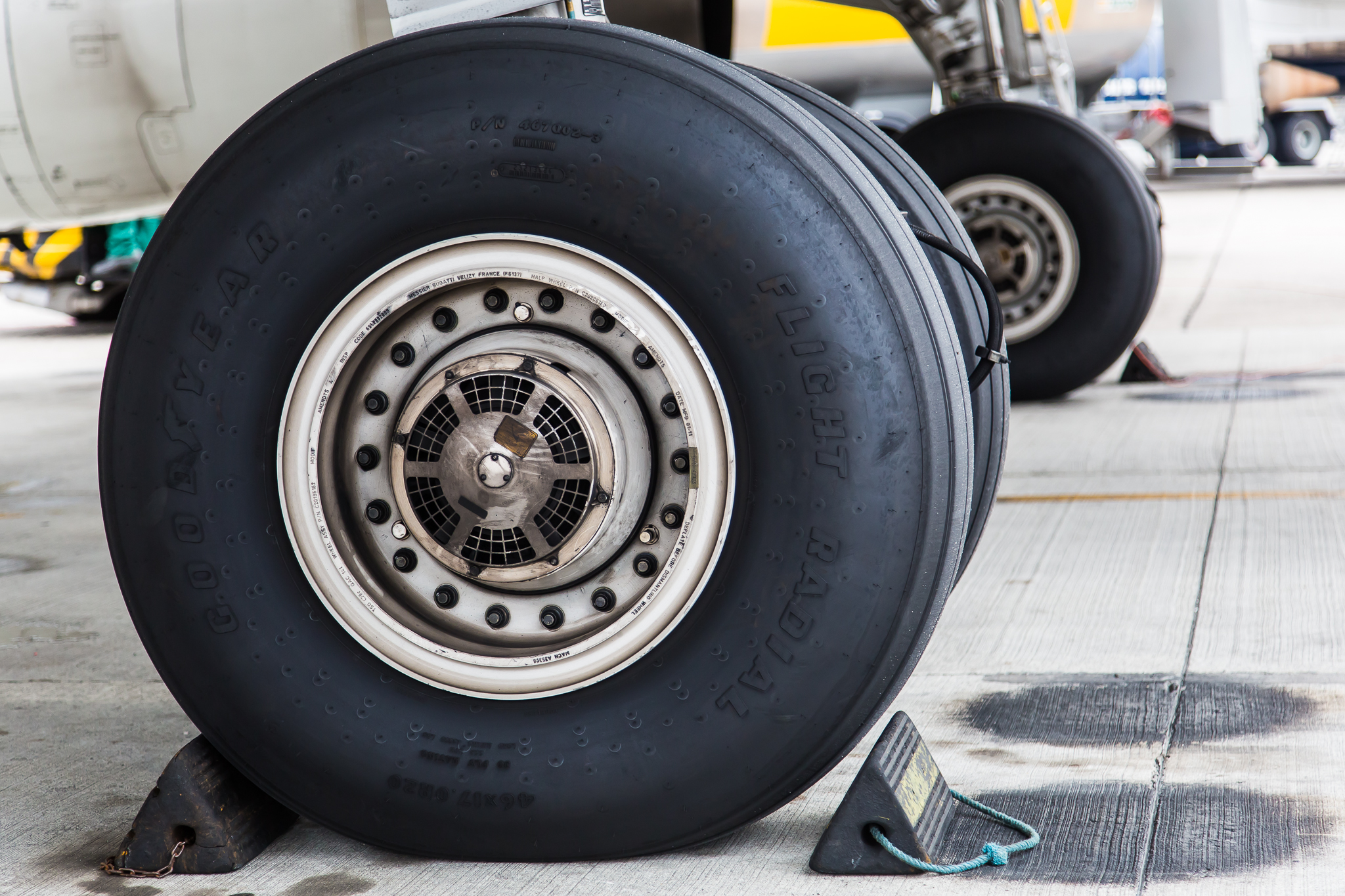
Pneu Goodyear em um Airbus A318.

Em 2005, Titan Tire comprou o negócio de pneus da Goodyear fazenda, e continua a fabricação Goodyear pneus agrícolas sob licença. Esta aquisição incluiu a planta em Freeport, Illinois.
Em 10 de julho de 2008, a Goodyear Tire & Rubber Company foi reconhecida como uma das empresas mais respeitadas da América pelo Reputation Institute (RI) e a revista Forbes. Goodyear em 16o lugar na terceira listagem da revista anual das empresas com melhor reputação nos Estados Unidos.
A lista é baseada no RI resultados da pesquisa de opinião global de pulso do consumidor, que mede a relação geral, os consumidores confiança, estima, admiração e bons sentimentos para manter maiores empresas do mundo.
O reconhecimento do RI e Forbes é a quinta honraria significativa para a Goodyear em 2008. A empresa foi nomeada a empresa mais admirada do mundo na indústria de motor peças de veículo por Fortune revista. Auditoria de Integridade Inc. e revista Forbes classificaram Goodyear em sexto lugar em sua lista das empresas mais confiáveis dos Estados Unidos. The Wall Street Journal reconheceu a Goodyear para retorno ao acionista levando para os últimos cinco anos na categoria automotiva. Goodyear também foi classificada entre as 100 melhores empresas cidadãs, selecionados pelo CRO revista.
A empresa anunciou no Verão de 2009 que vai fechar sua fábrica de pneus no Filipinas, como parte de uma estratégia para abordar a capacidade de produção não competitivo globalmente até o final do terceiro trimestre.
Goodyear anunciou que vai vender os ativos de sua latino-americana negócio de pneus off-road para Titan pneu para EUA 98,6 milhões dólares. Isso inclui a fábrica em São Paulo, Brasil, e um acordo de licenciamento que permite Titan para continuar fabricação sob a Goodyear.
Em 2011, mais de 70 anos após a dissolução da Corporação Goodyear-Zeppelin, é anunciado que a Goodyear fará parceria com a Zeppelin novamente (o legado da empresa Zeppelin Luftschifftechnik) para construir mais zepelins juntos.

## Automobilismo

### NASCAR

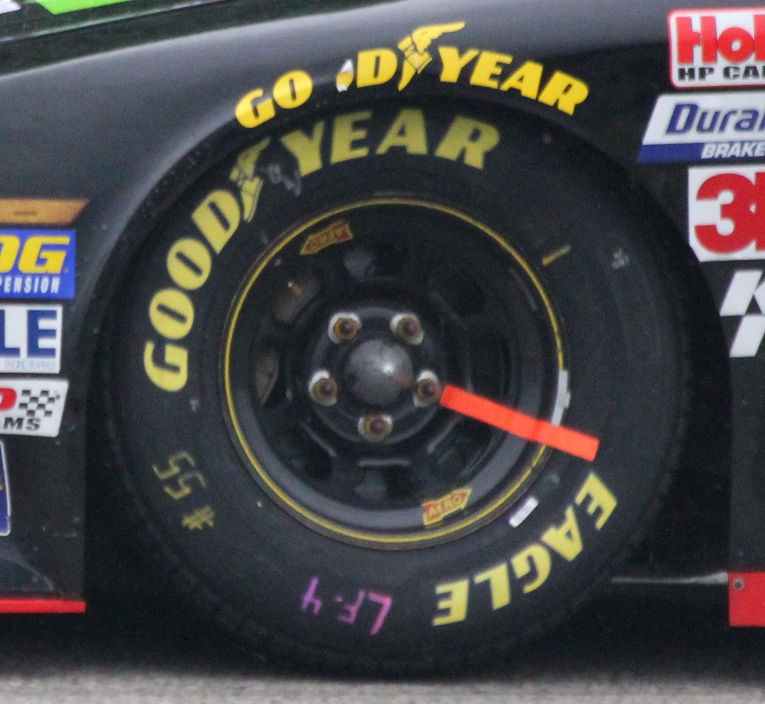
Pneu Goodyear na NASCAR.

A Goodyear fornece pneus para a NASCAR desde 1954, sendo fornecedora exclusiva desde 1997.

### Fórmula 1
De 1964 até ao fim da época de 1998, a Goodyear forneceu pneus à F1.
Temporadas: 1964-1998
Grandes Prêmios: 493
- 1º GP (1ª Fase): GP da Itália de 1964
- Último GP (1ª Fase): GP do Japão de 1998

Vitórias: 368
- 1ª Vitória (1ª Fase):  Richie Ginther (Honda), GP do México de 1965

- Última Vitória (1ª Fase):  Michael Schumacher (Ferrari), GP da Itália de 1998

Pole Positions: 358
Voltas Mais Rápidas: 361
Principais Equipes que Forneceu:
- Brabham - 1965-1982, 1987, 1992
- Honda - 1965-1966
- Eagle - 1966-1969
- McLaren - 1967-1980, 1985-1997
- Tyrrell - 1971-1989, 1992-1998
- March -1972-1977, 1987-1989, 1992
- Lotus - 1973-1982, 1984-1994
- Ferrari - 1973-1977, 1982-1998
- / Shadow - 1973-1980
- Hesketh - 1974-1978
- Penske - 1974-1977
- Williams - 1975-1976, 1978-1998
- Ligier- 1976-1980, 1987-1996
- Wolf - 1977-1979
- / Benetton - 1987-1990, 1992-1997
- Jordan - 1991-1998